# گل‌گهر کالیفرنیایی
گل‌گهر کالیفرنیایی (نام علمی: Caulanthus californicus) نام یک گونه از سرده گل‌گهر است.